# Jevuseer
Jevuseerna (hebreiska: יְבוּסִי, Yəvusi, tiberiansk hebreiska: Yəḇûsî) var enligt Bibeln ett kanaanitiskt folkslag som bebodde Jerusalem innan staden erövrades av kung David omkring år 1000 f.Kr. I Kungaböckerna får vi veta att Jerusalem före denna händelse kallades Jevus.
Jevuseerna bodde i Jerusalems bergsbygd, enligt Fjärde Moseboken 13:30 och Josua 11:3. Enligt Josua ledde Adoni-Sedek, kungen i Jerusalem, en trupp jevuseer och stammarna från grannstäderna Hebron, Jarmut, Lakish och Eglon mot Josua (Jos. 10:1-5), men besegrades och dödades. Men Juda stam kunde inte driva bort jevuseerna. Domarboken 1:21 lyder: "Benjaminiterna drev inte bort jevuseerna, som bodde i Jerusalem, och än i dag bor det jevuseer bland benjaminiterna i Jerusalem".